# Oracle Cloud
Oracle cloud es un servicio de computación en nube  ofrecido por Oracle Corporation que proporciona servidores, almacenamiento, redes, aplicaciones y servicios a través de una red global de centros de datos administrados por Oracle Corporation. La compañía permite que estos servicios se aprovisionen a pedido a través de Internet. 
Oracle Cloud proporciona infraestructura como servicio (IaaS), plataforma como servicio (PaaS), software como servicio (SaaS) y datos como servicio (DaaS). Estos servicios se utilizan para crear, implementar, integrar y extender aplicaciones en la nube. Esta plataforma admite numerosos estándares abiertos (SQL, HTML5, REST, etc.), soluciones de código abierto (Kubernetes, Hadoop, Kafka, etc.) y una variedad de lenguajes de programación, bases de datos, herramientas y frameworks, incluidos los específicos de Oracle. Open Source, y software y sistemas de terceros.

## Servicios

### Infraestructura como Servicio (IaaS)
Oracle ha calificado su infraestructura como un servicio como Oracle Cloud Infrastructure (OCI). Las ofertas de Oracle Cloud Infrastructure incluyen los siguientes servicios. Oracle anunció Generation 2 Cloud en Oracle OpenWorld 2018
- Compute: a compañía proporciona Instancias de máquinas virtuales para proporcionar diferentes formas (tamaños de VM) que se adaptan a diferentes tipos de cargas de trabajo y características de rendimiento. También proporcionan servidores Bare Metal y servidores GPU Bare Metal, sin un hipervisor con capacidad de escalar hacia arriba y hacia abajo.
- Almacenamiento: La plataforma proporciona Volúmenes de bloques, Almacenamiento de objetos y Almacenamiento de archivos con capacidad para habilitar bases de datos, análisis, contenido y otras aplicaciones en protocolos y API comunes.
- Redes: Esta plataforma en la nube proporciona una red con direcciones IP, subredes, enrutamiento y firewalls totalmente configurables para admitir redes privadas nuevas o existentes con seguridad de extremo a extremo.
- Gobernancia: Para la auditoría, la administración de identidades y accesos, la plataforma tiene capacidades para las comprobaciones de integridad de datos, la trazabilidad y las funciones de administración de acceso.
- Base de datos:La plataforma permite que las bases de datos Oracle se implementen a pedido en un entorno de nube con Real Application Clusters, seguridad de datos y controles granulares.
- Balance de carga: La plataforma en la nube ofrece capacidad de equilibrio de carga para enrutar automáticamente el tráfico a través de los dominios de disponibilidad para una alta disponibilidad y tolerancia a fallas para las aplicaciones alojadas..
- Servicios Edge: Estos servicios se utilizan para monitorear la ruta entre los usuarios y los recursos para adaptarse a los cambios e interrupciones utilizando una infraestructura de DNS segura..
- Ravello: Este servicio permite la implementación de cargas de trabajo de centros de datos basados en VMware o KVM existentes en Oracle Cloud Infrastructure, AWS o GCP como están, sin ninguna modificación en las máquinas virtuales, la red o el almacenamiento.
- FastConnect: La plataforma en la nube proporciona conectividad privada a través de redes locales y en la nube.

### Plataforma como Servicio (PaaS)
Oracle ha calificado su Plataforma como un Servicio como Oracle Cloud Platform (OCP). Las ofertas de Oracle Cloud Platform incluyen los siguientes servicios.
- Gestión de datos: Esta plataforma en la nube ofrece una plataforma de gestión de datos para cargas de trabajo de base de datos, así como cargas de trabajo de Big Data y Streaming de gran escala, como OLTP, almacenamiento, aprendizaje automático, búsqueda de texto, análisis de imagen y aprendizaje profundo. Los servicios incluyen Base de datos, Copia de seguridad de base de datos, Big Data, Nube de Big Data, Centro de eventos, MySQL, Base de datos NoSQL, Centro de datos, Nube de almacenamiento de datos autónomo y Procesamiento de transacciones autónomo.
- Desarrollo de aplicaciones: Para el desarrollo de aplicaciones, la nube de la compañía ofrece una plataforma de desarrollo de aplicaciones abierta y basada en estándares para construir, implementar y administrar las aplicaciones de nube primero en API, primero en dispositivos móviles. Esta plataforma es compatible con contenedores nativos, nativos en la nube y desarrollo de código bajo. Esta plataforma también proporciona una plataforma DevOps para CI / CD, diagnósticos para aplicaciones Java e integración con SaaS y aplicaciones locales. Los servicios incluyen Java, Mobile, Asistentes digitales (evolución de Chatbots), Mensajería, Application Container Cloud, Developer Cloud, Visual Builder, API Catalog, AI Platform, DataScience.com (Oracle adquirido) y Blockchain.
- Integración: Esta es una plataforma que ofrece adaptadores para integrar aplicaciones en la nube y locales. Las capacidades incluyen integración y replicación de datos, administración de API, análisis de integración, junto con migración e integración de datos. Ofrecen servicios como la plataforma de integración de datos en la nube, el servicio de integración de datos en la nube, el servicio en la nube GoldenGate, la nube en la integración, el servicio en la nube de procesos, el servicio en la nube de la plataforma API, el servicio en la nube de apiarios y el servicio en la nube SOA.
- Análisis de Negocio: La compañía proporciona esta plataforma de análisis de negocios que puede analizar y generar información a partir de datos en diversas aplicaciones, almacenes de datos y lagos de datos. Los servicios ofrecidos incluyen Analytics Cloud, Business Intelligence, Big Data Discovery, Preparación de Big Data, Visualización de datos y Essbase.
- Seguridad: Oracle Cloud Platform proporciona una solución de identidad y seguridad para proporcionar acceso seguro y monitoreo de un entorno de nube híbrida y cumplir con los requisitos de cumplimiento y gobierno de TI. Esta plataforma ofrece un SOC (Centro de Operaciones de Seguridad) de identidad a través de una oferta combinada de SIEM, UEBA, CASB, l e IDaaS. Los servicios ofrecidos incluyen Identity Cloud Service y CASB Cloud Service.
- Administración: La plataforma proporciona una plataforma integrada de supervisión, gestión y análisis. Esta plataforma también utiliza aprendizaje automático y big data en el conjunto de datos operativos. La plataforma se utiliza para mejorar la estabilidad de TI, evitar cortes de aplicaciones, mejorar DevOps y fortalecer la seguridad. Los servicios ofrecidos incluyen Monitoreo de rendimiento de aplicaciones, Monitoreo de infraestructura, Análisis de registros, Orquestación, Análisis de TI, Configuración y cumplimiento, Monitoreo de seguridad y Análisis.
- Contenido y Experiencia: Esta es una plataforma para la gestión de contenidos, sitios web y flujos de trabajo. Esta solución se utiliza para proporcionar colaboración de contenido y presencia en la web. Esta solución viene integrada con Oracle en las instalaciones y las soluciones SaaS. Los servicios ofrecidos son Content and Experience Cloud, WebCenter Portal Cloud y DIVA Cloud.

El 28 de julio de 2016, Oracle compró NetSuite, la primera compañía en la nube, por $ 9,3 mil millones. El 16 de mayo de 2018, Oracle anunció que había adquirido DataScience.com, una plataforma privada de espacio de trabajo en la nube para proyectos y cargas de trabajo de Data Science..

### Software como Servicio (SaaS)
Oracle proporciona aplicaciones SaaS también conocidas como Oracle Cloud Applications. Estas aplicaciones se ofrecen en una variedad de productos, sectores industriales con diversas opciones de implementación para cumplir con los estándares de cumplimiento. La siguiente lista menciona las aplicaciones en la nube de Oracle proporcionadas por Oracle Corporation.
- Experiencia del cliente (CX)
- Gestión del capital humano (HCM)
- Planificación de recursos empresariales (ERP)
- Gestión de la cadena de suministro (SCM)
- Gestión del rendimiento empresarial (EPM)
- Aplicaciones de Internet de las cosas (IoT)
- SaaS Analytics
- Datos
- Soluciones para la industria (comunicaciones, servicios financieros, bienes de consumo, alta tecnología y fabricación, educación superior, hotelería, servicios públicos)
- Despliegue (se adhiere a estándares para sectores tales como servicios financieros, servicios minoristas, sector público, comunidad del Departamento de Defensa de los Estados Unidos)
- Servicio en la nube de la cadena de bloques (en asociación con SAP, IBM y Microsoft)[10]
- Aplicaciones Blockchain

### Datos como Servicio (DaaS)
Esta plataforma es conocida como Oracle Data Cloud. Esta plataforma agrega y analiza los datos del consumidor basados en Oracle ID Graph en todos los canales y dispositivos para crear una comprensión del consumidor en varios canales.

## Modelos de despliegue
Oracle Cloud puede implementarse en modelos de implementación de nube pública, nube privada e nube híbrida.

## Arquitectura
Oracle Cloud se ofrece a través de una red global de centros de datos gestionados por Oracle Corporation. Oracle Corporation despliega su nube en las regiones. Dentro de cada región hay al menos tres dominios de disponibilidad independientes de la falla. Cada uno de estos dominios de disponibilidad contiene un centro de datos independiente con aislamiento de energía, térmico y de red. Oracle Cloud está generalmente disponible en Norteamérica, EMEA, APAC y Japón, y pronto se anunciarán las regiones anunciadas de Sudamérica y Gobierno de EE. UU.

## Comunidad de desarrolladores
Oracle Developers es un foro responsable de interactuar con la comunidad de desarrolladores que proporciona información, documentación y discusión, tanto por Oracle como por los miembros de la comunidad en general.

## Certificaciones
Oracle ofrece certificaciones en Infraestructura como servicio (IaaS), Plataforma como servicio (PaaS) y varias especializaciones en Software como servicio.

## Las compañías que utilizan Nube de ORACLE
- Aer Lingus[16]
- Avaya[17]
- Dow Compañía química[18]
- Dropbox[19]
- Freddie Mac[20]
- FRHI Hoteles[21]
- JetBlue[22]
- Macy es[23]
- Moringstar[24]
- Perry Ellis Internacional[25]
- Samsung[26]
- Sinclair Grupo de emisión[27]
- Skanska[28]
- TriMark[29]
- Yamaha Empresa[30]
- Yum! Marcas[31]